# María Elisa Martirena
María Elisa Cristina Martirena Silva (Montevideo, Uruguay, 24 de julio de 1928), también conocida como María Elisa Martirena de Sapriza, es una exmagistrada uruguaya, quien se desempeñó como Fiscal de Corte y Procuradora General de la Nación en forma interina entre enero y agosto de 1997, siendo la primera mujer en ocupar dicho cargo.

## Primeros años
Nació en Montevideo el 24 de julio de 1928, hija de Sebastián Martirena y de Gabriela Silva.
Cursó estudios en la Facultad de Derecho de la Universidad de la República, donde se graduó como abogada en 1963.

## Fiscal Letrada en el interior
En enero de 1967 inició su carrera en el Ministerio Público al ser designada Fiscal Letrada de Cerro Largo.
En noviembre de 1968 fue trasladada al cargo de Fiscal Letrada de Colonia.

## Fiscal Letrada en la capital
En julio de 1977 fue ascendida a cumplir funciones en Montevideo, inicialmente como Fiscal del Crimen de Primer Turno.
En octubre de 1979 fue trasladada a la Fiscalía Letrada en lo Civil de Segundo Turno,en la que se desempeñó durante diecisiete años.

## Encargada de la Fiscalía de Corte
Ante el cese de Rafael Robatto en la titularidad de la Fiscalía de Corte acaecido en enero de 1997 por llegar al límite de edad para desempeñarlo, Martirena fue encargada interinamente del cargo por el gobierno de Julio María Sanguinetti, teniendo en cuenta su condición de fiscal en lo civil más antigua.
Fue la primera mujer en ocupar el cargo de Fiscal de Corte y Procuradora General de la Nación, aunque solo fuera de manera interina. Luego lo harían otras tres magistradas -Elida Fajardo, Mirtha Guianze y Mónica Ferrero- en la misma calidad, en tanto que hasta la fecha ninguna lo ha desempeñado aún como titular. 
Martirena permaneció como encargada de dicha Fiscalía durante siete meses, hasta que en agosto de 1997 Oscar Peri Valdez fue nombrado como nuevo titular del cargo.

## Vida personal
Contrajo matrimonio en 1980 con Héctor María Sapriza Carrau,quien falleció en marzo de 2005.